# Arroyo del Bodonal
El arroyo del Bodonal, también conocido como Viñuelas, es una corriente fluvial de la zona septentrional de la Comunidad de Madrid (España), que pertenece a la cuenca del río Jarama, integrado, a su vez, en la del Tajo. A pesar de su fuerte estiaje, presenta flujo de agua en todos los meses del año, pues la mayor parte de su caudal tiene su origen en la E.D.A.R. Tres Cantos, perteneciente al T.M. de Tres Cantos. Sigue, en su recorrido, la dirección norte-sureste.

## Características
Nace en el término municipal de Colmenar Viejo. Pasa después por Tres Cantos, dejando a la derecha a la urbanización del Soto de Viñuelas, situada en esta última localidad. 
Se adentra posteriormente en el municipio de Madrid, a través del Soto o Monte de Viñuelas, un encinar adehesado de unas 3000 hectáreas incluido dentro del Parque regional de la Cuenca Alta del Manzanares.
En este paraje forma diferentes sotos, donde se reúnen especies vegetales como el fresno común o el saúco. Constituye el principal corredor biológico del Soto de Viñuelas, al surtir de agua a las diferentes especies animales que allí habitan. 
Sin abandonar este espacio natural protegido, discurre próximo al castillo de Viñuelas, ubicado en su margen izquierda, y recibe por la derecha las aguas del arroyo de Valdelamasa. 
Se adentra más tarde en el término municipal de San Sebastián de los Reyes, dejando a la izquierda la urbanización Fuente del Fresno; atraviesa la A-1 (autovía del Norte), y se dirige finalmente hacia el río Jarama, donde desemboca.